# 1956 год в кино

## Фильмы

### Мировое кино
- «Анастасия»/Anastasia, США (реж. Анатоль Литвак)
- «Больше чем жизнь»/Bigger Than Life, США (реж. Николас Рэй)
- «В мире безмолвия»/Le Monde du silence, документальный, Франция (реж. Жак-Ив Кусто и Луи Маль)
- «Война и мир»/War And Peace, США (реж. Кинг Видор)
- «Вокруг света за 80 дней»/Around The World In 80 Days, США (реж. Майкл Андерсон)
- «Вторжение похитителей тел»/Invasion of the Body Snatchers, США (реж. Дон Сигел)

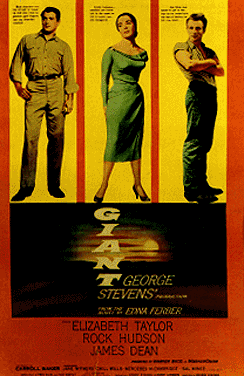
фильм «Гигант»

- «Гигант»/Giant, США (реж. Джордж Стивенс)
- «Десять заповедей»/The Ten Commandments, США (реж. Сесил Блаунт де Милль)
- «Дружеское увещевание»/Friendly Persuasion, США (реж. Уильям Уайлер)
- «Если бы нам рассказали о Париже»/Si Paris nous était conté, Франция (реж. Саша Гитри)
- «Если парни всего мира...»/Si tous les gars du monde, Франция (реж. Кристиан-Жак)
- «Жажда жизни»/Lust for Life, США (реж. Винсент Миннелли)
- «Запретная планета»/Forbidden Planet, США (реж. Фред Маклауд Уилкокс)
- «И Бог создал женщину»/Et Dieu Crea La Femme, Франция (реж. Роже Вадим)
- «Искатели»/The Searchers, США (реж. Джон Форд)
- «Канал»/Kanał, Польша (реж. Анджей Вайда)
- «Колдунья»/La Sorcière, Франция (реж. Андре Мишель)
- «Красный шар»/Le Ballon Rouge, Франция (реж. Альбер Ламорис)
- «Крутой маршрут»/The Great Locomotive Chase, США (реж. Фрэнсис Лион).
- «Куколка»/Baby Doll, США (реж. Элиа Казан)
- «Не тот человек»/The Wrong Man, США (реж. Альфред Хичкок)
- «Непокорённый»/অপরাজিত, Индия (реж. Рей Сатьяджит)
- «Пока город спит»/While the City Sleeps, США (реж. Фриц Ланг)
- «Преступление и наказание»/Crime Et Chatiment, Франция (реж. Жорж Лампин)
- «Приговорённый к смерти бежал»/Un condamné à mort s’est échappé, Франция (реж. Робер Брессон)
- «Смерть в этом саду»/La mort en ce jardin, Мексика-Франция (реж. Луис Бунюэль)
- «Собор Парижской Богоматери»/Notre Dame de Paris, Франция (реж. Жан Деланнуа)
- «Трое в лодке, не считая собаки»/Three Men in a Boat, Великобритания (реж. Кен Эннакин)
- «Тропы славы»/Paths Of Glory, США (реж. Стэнли Кубрик)
- «Убийство»/The Killing, США (реж. Стэнли Кубрик)
- «Человек, который слишком много знал»/The Man Who Knew Too Much, США (реж. Альфред Хичкок)

### Советское кино

#### Фильмы Азербайджанской ССР
- «Не та, так эта» (реж. Гусейн Сеидзаде)
- «Чёрные скалы», (реж. Ага-Рза Кулиев)

#### Фильмы Белорусской ССР
- «Миколка-паровоз», (реж. Лев Голуб)
- «Посеяли девушки лён»

#### Фильмы Грузинской ССР
- «Баши-Ачук», (реж. Лео Эсакия)
- «Наш двор», (реж. Резо Чхеидзе)
- «Тайна двух океанов», (реж. Константин Пипинашвили)
- «Тень на дороге», (реж. Давид Рондели)

#### Фильмы РСФСР
- «Безумный день», (реж. Андрей Тутышкин)
- «Бессмертный гарнизон», (реж. Захар Аграненко, Эдуард Тиссэ)
- «В добрый час!», (реж. Виктор Эйсымонт)
- «Девочка и крокодил», (реж. Иосиф Гиндин и Исаак Менакер)
- «Дело № 306», (реж. Анатолий Рыбаков)
- «Долгий путь», (реж. Леонид Гайдай)
- «Драгоценный подарок», (реж. Александр Роу)
- «Илья Муромец», (реж. Александр Птушко)
- «Искатели», (реж. Михаил Шапиро)
- «Карнавальная ночь», (реж. Эльдар Рязанов)
- «Медовый месяц», (реж. Надежда Кошеверова)
- «Обыкновенный человек», (реж. Александр Столбов)
- «Первые радости», (реж. Владимир Басов).
- «Разные судьбы», (реж. Леонид Луков)
- «Солдаты», (реж. Александр Иванов)
- «Сорок первый», (реж. Григорий Чухрай)
- «Старик Хоттабыч», (реж. Геннадий Казанский)
- «Тугой узел», (реж. Михаил Швейцер)

## Знаменательные события

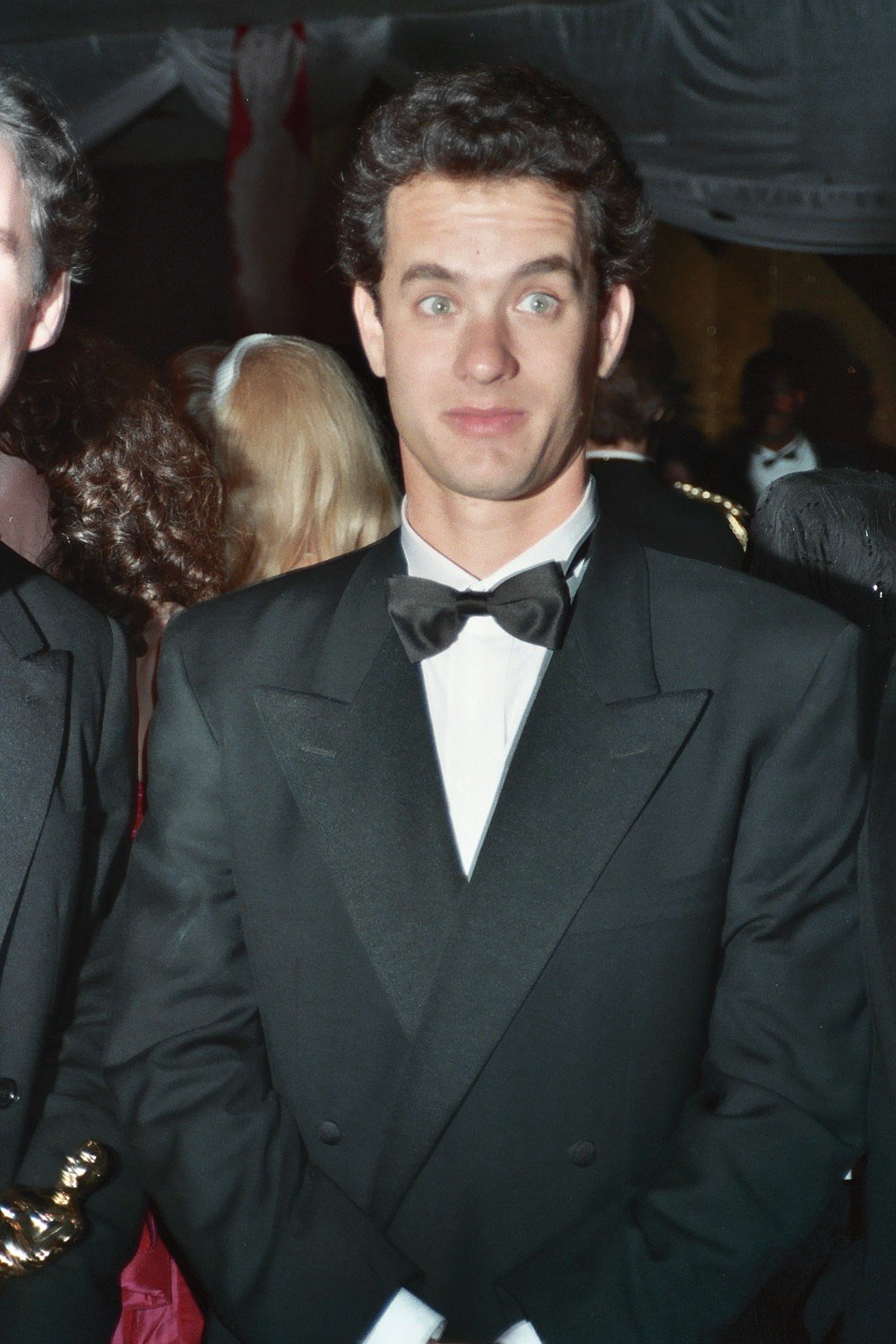
Том Хэнкс (1989)

#### Фильмы Украинской ССР
- «Весна на Заречной улице», (реж. Марлен Хуциев)
- «Есть такой парень», (реж. Виктор Ивченко)
- «Мальва», (реж. Владимир Браун)
- «Павел Корчагин», (реж. Александр Алов и Владимир Наумов)

## Лидеры проката
- «Карнавальная ночь», (реж. Эльдар Рязанов) — 1 место, 45.64 млн зрителей
- «Разные судьбы», (реж. Леонид Луков) — 8 место, 30.69 млн зрителей

## Персоналии

### Родились
- 3 января — Мел Гибсон, австралийский актёр, кинорежиссёр.
- 31 января — Вера Глаголева, советская и российская актриса.
- 3 апреля — Мигель Бозе, испанский певец и актёр.
- 12 апреля — Энди Гарсиа, американский актёр.
- 18 апреля — Эрик Робертс, американский актёр.
- 30 апреля — Ларс фон Триер, датский режиссёр.
- 3 мая — Наталья Андрейченко, советская и российская актриса.
- 14 июня — Елена Сафонова, советская и российская актриса.
- 9 июля — Том Хэнкс, американский киноактёр и продюсер.
- 31 июля — Майкл Бин, американский актёр.
- 26 сентября — Линда Хэмилтон, американская актриса.
- 20 ноября — Бо Дерек, американская актриса.

### Скончались
- 23 января — Александр Корда, британский кинорежиссёр венгерского происхождения.
- 25 ноября — Александр Довженко, советский кинорежиссёр, писатель, кинодраматург, народный артист РСФСР.